# 回龙观至上地自行车专用路
回龙观至上地自行车专用路，又称回龙观自行车专用路、北京自行车高速，是北京市首条自行车专用道路，起点位于昌平区同成街和文华路口，终点位于海淀区后厂村路和上地西路口，全长6.5千米，是为打通回龙观与上地、西二旗地区交通瓶颈所修建的交通设施，也是《回天三年行动计划》的重要组成部分，于2019年5月底通车。

## 走向
自行车专用路设计起点位于同成街与文华路口，走向基本沿 █ 13号线北侧绿化带布置，平行于回龙观站、龙泽站，上跨 京藏高速及龙域东一路，下穿 █ 13号线、东北环线，沿龙域环路至西二旗北路，下穿京张城际铁路、 █ 13号线、 █ 昌平线、上地东路、 京新高速，止于后厂村路与上地西路口，全长约6.5公里(新建5.46公里，现况改造1.04公里)，设计速度20公里/小时，于2018年9月进场施工，2019年5月31日起试运营；2021年底，自行车专用路向东延伸至天通苑的项目即将开工，计划2022年底完成。

## 设施

### 出入口
自行车专用路共设有8个出入口。
| 连接道路                     | 出入口形式           |
| ---------------------------- | -------------------- |
| 文华路                       | 路面骑行             |
| 文华西路（回龙观站）         | 推行坡道，设助力系统 |
| 育知东路东侧辅路（回龙观站） | 推行坡道，设助力系统 |
| 育知东路西侧辅路             | 推行坡道，设助力系统 |
| 育知路                       | 推行坡道，设助力系统 |
| 京藏高速东侧辅路（龙泽站）   | 推行坡道，设助力系统 |
| 京藏高速西侧辅路             | 推行坡道，设助力系统 |
| 龙域西一路                   | 路面骑行             |
| 龙域中街                     | 路面骑行             |
| 西二旗北路                   | 路面骑行             |

### 停车设施
自行车专用路在起点、地铁龙泽站、回龙观站和京藏高速以西路基段设置停车架108组，可满足3240辆自行车停车需求，在回龙观站东侧设置立体停车库1座，可提供650个自行车停车位，供私家自行车和共享单车停放。

### 潮汐车道
自行车专用路中间设有一条潮汐车道，使用红色颜料铺设。每日0时至12时，由东向西的车流使用红色车道，12时至24时，由西向东的车流使用红色车道。道路上方设有指示灯供骑行者了解自行车道行驶方向。

### 助力系统

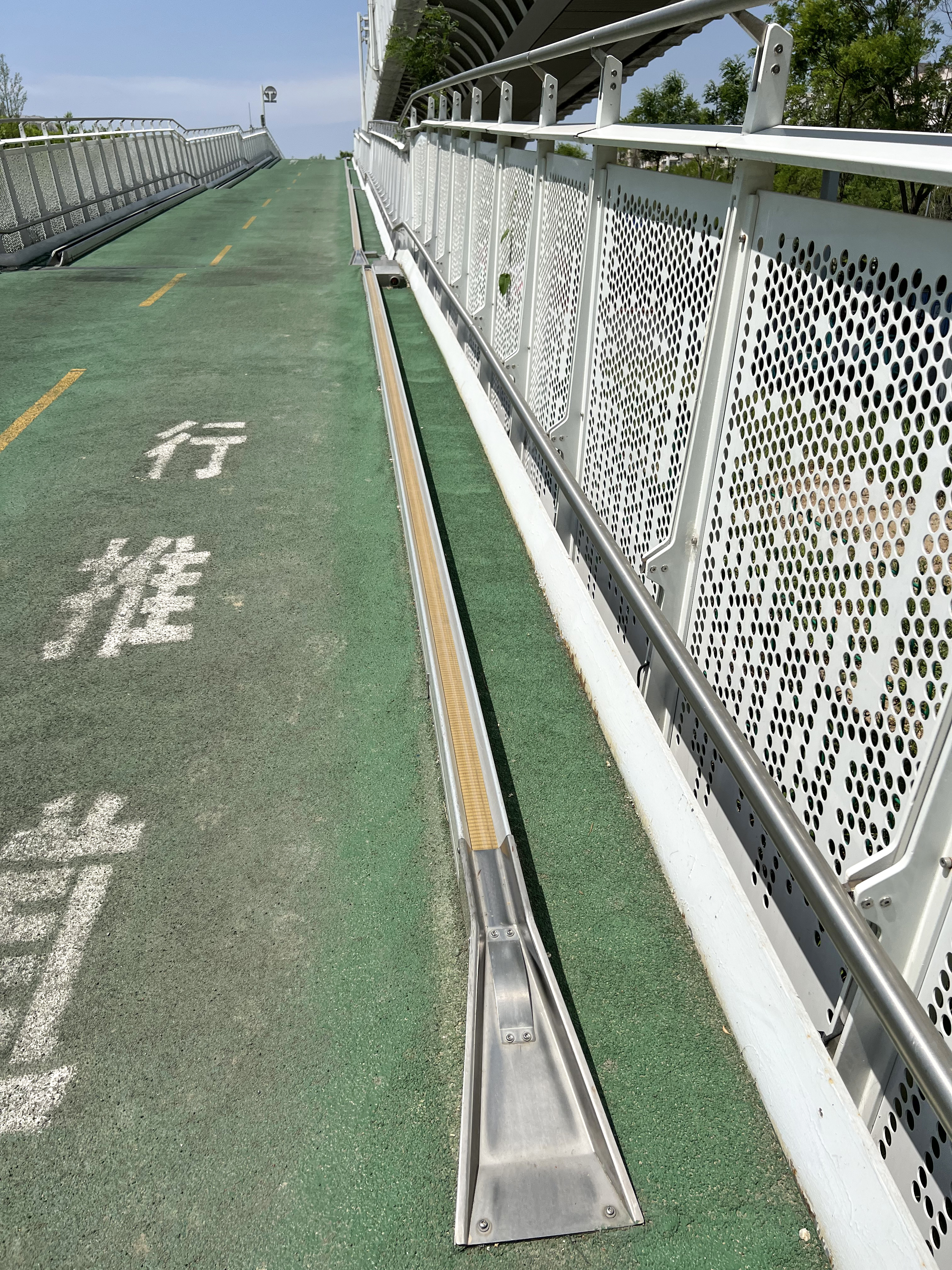
育知路入口处的VeloComfort®助力系统，由荷兰Lo Minck BV出品

自行车专用路6处高架桥路段的出入口安装了7套助力系统。该系统引进荷兰自行车坡道助力技术，上行设置自行车助力设施，减少使用者推行难度；下行设置毛刷阻力装置，提高安全性。这也是自行车助力系统在中国国内的首次使用。助力系统参考地铁13号线运行时间，设定为5:00-00:30。

### 服务站
自行车专用路设有1处运维中心、3处驻车区、1处服务区。原计划服务区内将提供免费饮水、洗澡服务，不过实际建成的只有休息站和卫生间。昌平区政府对接引入了智能货柜企业，在服务站、道路起点和终点设置了自动售卖机。

### 装饰
在道路起点设置有《健康之行》主题雕塑。雕塑运用无限循环的“莫比乌斯环”为主体，寓意绿色出行形式成为城市的良性循环，抽象化“三原色”骑行人物运用象征了生活的多彩和世界美好。

## 车流量
截止2021年5月31日，开通两周年以来，自行车专用路累计通行量已超过318万人次，日均4000-6000人次之间，每人次平均骑行距离为3.8公里。北京交通发展研究院测算，自行车专用路已累计贡献超过800吨的减排量。
自行车专用路主要服务于回龙观与上地软件园之间的通勤者。工作日骑行量呈现“双驼峰”曲线，其中早高峰时间为8:00-10:00；晚高峰时间为18:00-21:00，早晚高峰的小时骑行量占到全日总骑行量的65%左右。同时骑行呈现明显的潮汐性，早高峰以回龙观至上地方向为主，晚高峰反之。长期监测发现，自行车专用路已经培养了约1500人左右的自行车通勤者。

## 其他
为加强自行车专用路管理，北京市交通委在道路开通前夕发布了《关于回龙观至上地自行车专用路交通管理通告》，说明了在自行车专用路的骑行时的相关注意事项。
自2020年8月起，在每个月的第一个周末上午9-11时，自行车专用路会举办儿童骑行体验活动。
该道路工程了《工程新闻纪录》评选的2020年度ENR全球道路类优秀奖。